# Saudrachshof
Saudrachshof ist ein Gemeindeteil der Gemeinde Michelau im Steigerwald im unterfränkischen Landkreis Schweinfurt in Bayern.

## Geografische Lage
Die Einöde liegt in der Gemarkung Michelau im Steigerwald liegt relativ zentral im Michelauer Gemeindegebiet. Unmittelbar nördlich an den Hof schließt sich Michelau selbst an, mit dem der Hof auch historisch verbunden ist. Östlich ist das gemeindefreie Gebiet Bürgerwald zu finden, während im Südosten das Feriendorf Sudrach, heute ein eigenständiger Ortsteil, steht. Westlich des Saudrachshofs liegt der Aussiedlerhof Tannenhof, weiter westlich beginnt das Gemeindegebiet von Dingolshausen.

## Geschichte
Saudrach, in unmittelbarer Nähe zu Michelau gelegen, war lange Zeit bedeutender als der Sitz der heutigen Gemeinde. Der Name verweist wohl auf einen Sickerbach in der Umgebung. Bereits im 9. Jahrhundert tauchte „Saudaraha“ erstmals in den Quellen auf. Die Siedlung hatte wohl karolingische Gründer. In den folgenden Jahrhunderten tauchte das Dorf nicht in den Quellen auf, erst 1152 folgte eine zweite Nennung: Richolf „de Sudra“ (lat. von Sudra) befand sich zu diesem Zeitpunkt im Streit mit dem Kloster Ebrach.
Im Jahr 1203 übertrug man die Kirche aus Saudrach, ein Gotteshaus war wohl den heiligen Michael und Georg geweiht gewesen, ins nahe Michelau. Die Gründe hierfür sind unklar. Im Jahr 1340 war der Saudrachshof bereits weitgehend verlassen, die verbliebenen Höfe waren in den Händen der Zisterzienser aus Ebrach. Das Hofgut hatte 57 Joch Weinberge und 300 Joch Feldäcker und wurde von einigen Konversen des Klosters bewirtschaftet.
Diese Praxis endete 1377, als die Abtei die Bewirtschaftung einigen Bauern übertrug. Diese Belehnung wurde noch 1485 vorgenommen, als die Michelauer Untertanen Hermann Scheck, Johannes Scheck, Peter Mulwuest und Thomas Eysenwinder die Güter pachten durften. Im Jahr 1550 hatte ein Johannes Schneider aus Michelau den Hof als Pächter inne. Im 18. Jahrhundert verlor das Kloster seinen Besitz und das Würzburger Juliusspital wurde neuer Eigentümer.
Im Jahr 1832 war das ehemalige Dorf auf die heutige Hofanlage mit zwei Häusern zusammengeschrumpft. Die Gebäude entstanden im 19. Jahrhundert, sodass keinerlei Struktur des alten Dorfes mehr erkennbar ist. Die Feriensiedlung Sudrach wurde im 20. Jahrhundert in der Nähe des Hofes gebaut. Sie lehnt sich lediglich dem Namen nach an das alte Dorf an.